# Hooitespolder
De Hooitespolder is een voormalig waterschap in de provincie Groningen.
Het waterschap bevond zich ten westen van Slaperstil, aan weerskanten van de Friesestraatweg. De polder lag ingeklemd tussen de waterschappen De Jonge Held en Eendragt. Het kleine schap loosde zijn water via twee duikers (twee pompen) op het Aduarderdiep. De duikers lagen verhoogd, zodat het peil in de polder iets hoger was dan die van het diep. 
Waterstaatkundig gezien ligt het gebied sinds 1995 binnen dat van het waterschap Noorderzijlvest.